# Rhinoclemmys rubida
Rhinoclemmys rubida är en sköldpaddsart som beskrevs av den amerikanske paleontologen Cope 1870. Rhinoclemmys rubida ingår i släktet Rhinoclemmys och familjen Geoemydidae. IUCN kategoriserar arten globalt som nära hotad.
Arten förekommer i västra och södra Mexiko.

## Underarter
Arten delas in i följande underarter:
- R. r. rubida
- R. r. perixantha